# William Arthur White

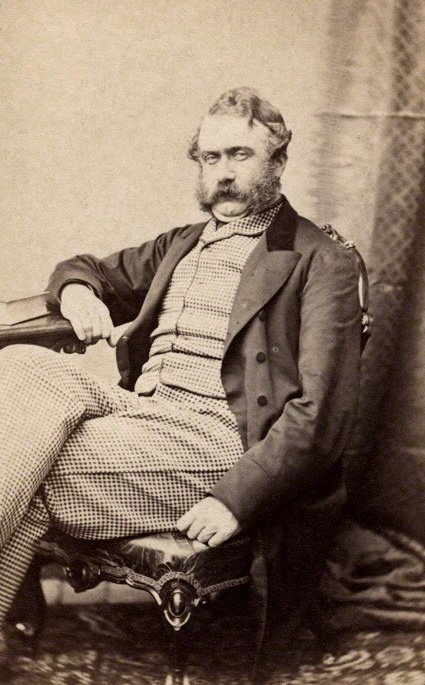
William Arthur White.

William Arthur White, född den 13 februari 1824 i Puławy i Polen, död den 28 december 1891 i Berlin, var en brittisk diplomat.
White tillhörde en romersk-katolsk irländsk familj; hans mödernesläkt ägde stora jordagods i Polen, där han vistades mycket i sin ungdom. Whites far var konsulatsämbetsman, och själv ingick han 1857 på konsulatsbanan. Han fick anställning på brittiska generalkonsulatet i Warschau, blev 1861 vicekonsul där och var 1862-63 tillförordnad generalkonsul i Warschau, en särskilt under polska upproret 1863 krävande post. White blev 1864 konsul i Danzig, 1875 generalkonsul i Serbien och biträdde 1876 lord Salisbury vid sändebudskonferensen i Konstantinopel. År 1879 blev han brittisk representant i Bukarest, 1885 envoyé i Konstantinopel och erhöll 1886 ambassadörs rang där (Englands förste romersk-katolske ambassadör sedan reformationen). Knightvärdighet fick White 1883. Han hade stort inflytande på den östrumeliska frågans lösning till Bulgariens förmån och motarbetade i Konstantinopel med målmedveten konsekvens och sällspord kännedom om orientalisk politik det ryska inflytandet på Balkanhalvön. Däremot gynnade han det österrikiska och arbetade, om än förgäves, för Englands anslutning till trippelalliansen.